# Pic del Bolaric
Le pic del Bolaric  est un sommet des Pyrénées orientales situé sur les communes de Céret et de Maureillas-las-Illas.

## Toponymie
Le nom catalan est pic del Volaric ou Bolaric. Le nom français est pic du Boularic ou Bouleric ou Bolaric.
Le col spécifique de ce sommet se nommait jadis la couillade du Boularic, du terme catalan collada désignant un large col.
Bolaric peut avoir deux origines, mêlant roman et germanique. Le mot roman Bola désignant un ravin peut avoir été collé au patronyme germanique Euric ; il est également possible que le mot provienne du germanique Bolla, qui signifie « ami », et Rik, « roi ».

## Géographie

### Topographie
Le sommet du Boularic se situe dans la partie sud-est de Céret et culmine à 1 031 mètres d'altitude.
On y accède à l'ouest par le col de la Brousse (coll de la Brossa) (860 mètres) et au nord-est par le col de Mirailles (coll de Miralles) (710 mètres).
Le pic du Boularic est entouré au sud-ouest par le pic de Fontfrède (1 093 m) et au nord-est par le pic de Mirailles (725 m) (puig de Miralles).

### Hydrographie
Divers correcs (torrents) quittent la face nord-ouest du pic du Boularic pour affluer en aval vers le Correc del Mas d'en Ribes, issu du pic de Fontfrède, puis en direction du Correc de Nogarède.
D'autres correcs, donc le Solana d'en Blanc, descendent de la face nord pour affluer dans le Correc de Nogarède en direction de Céret.
Enfin, le Ré de la Quera descend de la face sud-est en direction du Correc del Riu, issu du pic de Fontfrède et affluent de la rivière de Maureillas.

## Histoire

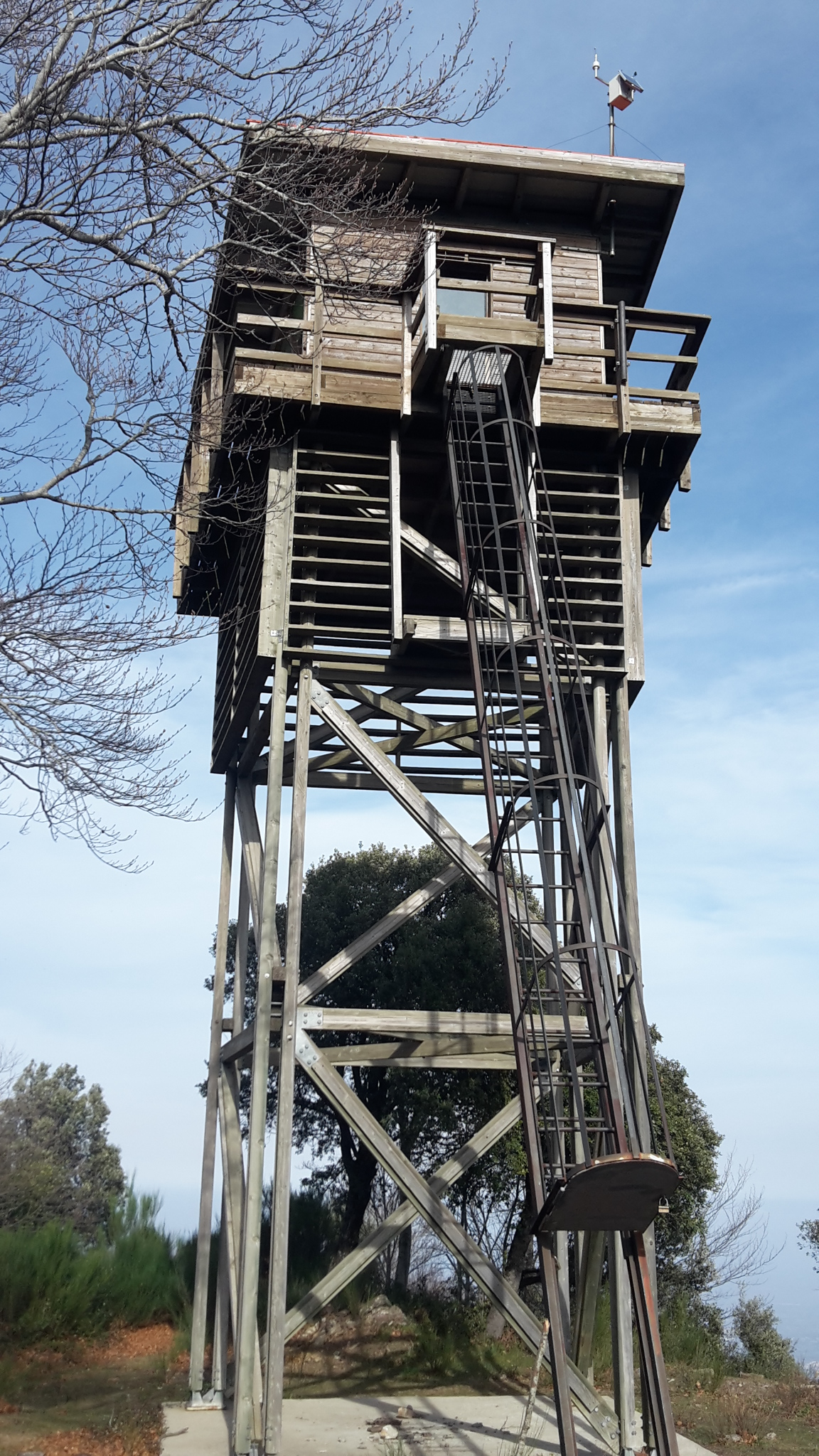
La tour de guet.

Le pic du Boularic constituait le point culminant de l'ancienne commune de Palol. C'était aussi un tripoint où se rencontraient les limites communales de Céret, Palol et La Selve. En 1823, le pic du Boularic devient une frontière entre les communes de Céret et Las Illas puis, en 1972, entre Céret et Maureillas-las-Illas.
Une tour de guet de surveillance des feux de forêt a été installée au sommet vers l'an 2000. Elle est conçue pour résister à des vents de 200 km/h et accueille des pompiers deux mois par an.

## Voies d'accès
La route départementale D 13F contourne le pic du Boularic. En provenance de Céret au nord, elle se dirige ensuite à l'est vers La Selve et Las Illas puis, devenue D13, elle redescend vers le nord en direction de Maureillas.
En quittant la D 13F en direction du col de Fontfrède, on rejoint alors une piste qui permet de monter en direction de la tour de guet située au sommet du pic du Boularic. Cette même piste mène à un site de décollage pour deltaplane situé à une altitude de 1 020 m et à proximité du sommet.

## Faune
L'espèce de fourmi Formica lemani est décrite en 1917 par l'entomologiste belge Jean Bondroit, à partir de spécimens capturés dans les Pyrénées-Orientales, dans le massif du Canigou et au pic del Bolaric.